# 凯蒂·梅里
凯瑟琳·米歇尔·“凯蒂”·梅里（英語：Catherine Michelle "Katie" Meili，1991年4月16日—），生于得克萨斯州卡罗尔顿，美国女子游泳运动员，主攻蛙泳。梅里的家乡是科利维尔。她2009年毕业于诺兰天主教高中，2013年毕业于哥伦比亚大学。梅里喜爱动物，她经常在社交媒体上展示自己养的宠物。
梅里于2019年7月透过社交媒体宣布退役。